# El horizonte (película de 2019)
El horizonte (título original, Le milieu de l'horizon) es una película dirigida por Delphine Lehericey y estrenada en 2019. Está basada en la novela A metà dell'orizzonte, de Roland Buti. Se estrenó el 2 de octubre de 2019.

## Argumento
Es verano de 1976, el año de la gran sequía. Gus, un niño de apenas 13 años, hijo de un pequeño granjero, Jean, y de su bella esposa Nicole (Laetitia Casta), ve crecer las tensiones dentro de su familia, compuesta además de los dos hermanos por un primo discapacitado, Rudy. El excesivo calor da cosechas cada vez más escasas, las gallinas se mueren de asfixia y su padre está cada vez más tenso. La llegada de Cécile, una antigua amiga de la madre, complicará aún más las cosas. Es una mujer divorciada y pronto será objeto de un escándalo en el pueblo cuando inicie una relación homosexual con la madre de Gus. Atormentado, el marido pierde la cabeza e intenta estrangular a Cécile, con el resultado de que su esposa Nicole decide irse de casa.
Tras el abandono, el marido ahoga sus penas en alcohol y Gus debe hacerse cargo de las tareas de la granja, con la ayuda de su primo Rudy. Cuando por fin llega la lluvia, cae de manera torrencial: Jean, Gus y Rudy deben ir urgentemente a ayudar a sus gallinas para evitar que mueran. Durante la operación, Rudy se cae y queda sin sentido. La película termina con una interpretación de la sinfonía "Del Nuevo Mundo" de Antonín Dvořák en la que toca Leah, la hermana mayor de Gus, acto al que asiste Nicole.

## Distinciones
La película El horizonte fue ganadora de los Premios del Cine Suizo a la Mejor Película y el Mejor Guion, y conquistó también el Premio Premio Lurra de Greenpeace a los valores medioambientales y de paz en el Festival de San Sebastián.